# 曹敏莉
曹敏莉（英語：Mandy Cho Man Lee，1982年9月2日—），香港女藝人、演員，為美籍華人，籍貫中國大陸上海。為2003年香港小姐競選冠軍及2004年度國際華裔小姐競選亞軍，前無綫電視（TVB）女藝員。其胞妹為歌手曹敏寶。

## 簡歷
曹敏莉曾就讀天神嘉諾撒學校及嘉諾撒聖瑪利書院，於2002年返回美國薩克拉門托留學。2003年，她參加香港小姐競選，以來自美國三藩市成為入圍的海外佳麗。然而，因為當年非典型肺炎在香港大規模爆發，她要透過網絡攝影機方式進行越洋面試。而曹敏莉宣稱志願為「發掘時裝行業以建立自己的未來事業」。曹敏莉最後獲得冠軍、「國際親善小姐」、「芙蓉美態獎」、「完美組合獎」及「鑽石肌膚獎」。當選後與無綫電視簽下經理人約。2004年，她出戰2004年度國際華裔小姐競選，獲得亞軍及「友誼小姐」。曹敏莉與前任香港小姐冠軍林敏俐一樣的是，她倆的名字讀音一樣；同樣以美國三藩市的海外佳麗身分參與香港小姐競選，同樣獲得冠軍及「國際親善小姐」；而參與國際華裔小姐競選，亦同樣獲得亞軍。
2006年，曾向無綫請假一年，前往紐約修讀為期半年的珠寶鑑證課程。2010年4月中，跟無綫約滿經理人合約，並於同年10月28日與相戀五年的男友結婚，二人育有兩子一女。

## 演出作品

### 電視劇（無綫電視）
| 首播   | 劇名              | 角色             | 性質       |
| 2004年 | 富豪海灣非凡情緣  | Mandy            | 單元女主角 |
| 2004年 | 爭分奪秒          | 鄧偉晴（Maggie） | 第二女主角 |
| 2004年 | 赤沙印記@四葉草.2 | 珠寶店職員       | 客串       |
| 2005年 | 胭脂水粉          | 祝明敏           | 第四女主角 |
| 2005年 | 蓋世孖寶          | 刑曉雪           | 第一女主角 |
| 2005年 | 窈窕熟女          | 湯敏芝（Judy）   | 單元女主角 |
| 2007年 | 亂世佳人          | 沈依萍           | 第三女主角 |
| 2008年 | 疑情別戀          | 佘小龍（Nikita） | 第三女主角 |
| 2009年 | 絕代商驕          | 華 翹            | 第三女主角 |
| 2009年 | 宮心計            | 何秋兒（惠妃）   | 客串       |
| 2010年 | 戀愛星求人        | 方卓琪（Anna）   | 第二女主角 |
| 2010年 | 老公萬歲          | 尤嘉莉（Yuki）   | 第三女主角 |

### 其他電視節目（無綫電視）
- 2007年：舞動奇蹟

### MV
- 古巨基 - 必殺技
- 古巨基 - Monica
- 劉德華 - 未到傷心處
- 李克勤 - 婚前的女人

## 無線月曆
- 2005年 - 12月 - 鄭嘉穎、曹敏莉
- 2006年 - 11/12月 - 郭可盈、馬德鐘、麥長青、黃德斌、郭政鴻、李思捷、李亞男、曹敏莉、李詩韻、楊思琦、司徒瑞祈
- 2008年 - 8月 - 葉翠翠、向海嵐、郭羨妮、楊婉儀、楊思琦、曹敏莉
- 2009年 - 9月 - 鄭少秋、鄧萃雯、謝天華、伍詠薇、曹敏莉

## 書籍
- 2008年7月：曹敏莉、丘凱敏《女人筆問》 星島出版社　ISBN 9789626727201

## 曾獲獎項
- 新晉模特兒大賽（2000）：網上最高票數得主
- 香港小姐競選（2003）：冠軍
- 香港小姐競選（2003）：芙蓉美態小姐
- 香港小姐競選（2003）：國際親善小姐
- 香港小姐競選（2003）：鑽石肌膚獎
- 香港小姐競選（2003）：完美組合獎
- 國際華裔小姐競選（2004）：亞軍
- 國際華裔小姐競選（2004）：友誼小姐
- 壹電視大獎（2005）：最有前途女藝人獎

## 外部連結
- 曹敏莉官方網站 Mandy France
- 曹敏莉的Facebook專頁
- 曹敏莉的Instagram帳戶
- 曹敏莉的新浪微博
- 曹敏莉在豆瓣上的资料（简体中文）
- 曹敏莉在时光网上的簡介（简体中文）

| 前任： 林敏俐 | 香港小姐競選冠軍 2003年 | 繼任： 徐子珊 |

| 前任： 林敏俐 | 香港小姐競選友誼小姐 2003年 | 繼任： 徐子珊 |